# José Venturelli
José Venturelli Eade (Santiago, 25 de marzo de 1924-Pekín, 17 de septiembre de 1988) fue un pintor, grabador, diseñador de escenografías y muralista chileno. Contemporáneo de la Generación de 1940, su obra se vincula más al trabajo de Pedro Lobos y Carlos Hermosilla por plasmar la realidad histórico-social de su época reflejando un compromiso con los derechos humanos. Fue uno de los cofundadores del Taller Experimental de Gráfica de La Habana, Cuba (1961), profesor de la Facultad de Bellas Artes de la Universidad de Pekín, cofundador del Instituto Chileno Chino de Cultura en 1952 y gestor de las relaciones bilaterales entre Chile y la República Popular China; además, articuló las relaciones culturales entre este país asiático y México, Argentina y Cuba. Su obra es considerada como "realismo integrador" debido al cruce del realismo, sin ser parte de esta estética, con sus principios humanistas.

## Biografía

### Infancia
El pintor nació Santiago, hijo del emigrante italiano Balilla Venturelli Carelli, ingeniero civil, que participó en Lombardía del nacimiento del Partido Socialista, por lo que fue encarcelado y perseguido; en Chile contribuyó a la electrificación de los transportes públicos. Su madre, Carmela Eade Carrasco, era una chilena originaria de Concepción, de padre holandés. José tuvo un hermano, Antonio, y una hermana, Rosa, que murió cuando tenía solo un año de edad. Vivieron un tiempo en una casa vecina al Museo y la Escuela de Bellas Artes, pero las actividades políticas de Balilla provocaron su destierro a Tierra Amarilla, en Atacama, y dejaron a la familia en una difícil situación. El mismo año que José entró Instituto Nacional, su padre falleció de cáncer a la edad de 54 años. En el colegio establecerá amistad con futuras destacadas personalidades del país como Miguel Lawner, Máximo Pacheco Gómez, Adolfo Bañados y Eugenio Heiremans.

### Primeros trabajos
A los catorce años Venturelli comenzó los cursos vespertinos de dibujo en la Escuela de Bellas Artes; luego ingresó como alumno regular en los cursos de pintura mural de Laureano Guevara y a los cursos de grabado de Francisco Parada y Marco Bontá. En 1941, tuvo la primera crisis de tuberculosis, enfermedad que lo perseguiría toda su vida. Colabora con Alfaro Siqueiros en el mural de la escuela México de Chillán.
En 1942, realizó un bachiller en Ciencias (biología y química) e inició sus estudios en botánica participando en la creación del Herbario Nacional. En la Escuela de Bellas Artes conoció a figuras importantes de la pintura latinoamericana (los chilenos Pablo Burchard, Isaías Cabezón, Samuel Román, Lorenzo Domínguez, Laura Rodig, Luis Herrera Guevara, Luis Vargas Rosa, Henriette Petit) y los mexicanos David Alfaro Siqueiros, Xavier Guerrero y Diego Rivera. Junto a Alipio Jaramillo y el alemán Erwin Wenner pintó  un mural en la Alianza de Intelectuales de Chile para la Defensa de la Cultura. Venturelli fue muy activo en la Federación de Estudiantes, y trabajó en contacto con los intelectuales europeos por la paz y contra el fascismo como Henri Barbusse, André Gide, Romain Rolland, Panait Istrati, el fotógrafo chileno Antonio Quintana y el poeta Pablo Neruda.

### Etapa segunda
En 1943 la Oficina de Cooperación Intelectual de la Universidad de Chile le otorgó una beca para ir a Brasil, donde conoció a Oscar Niemeyer, pero su mayor relación fue con Cândido Portinari. En 1946 realizó las ilustraciones para «Alturas de Macchu Picchu» y en 1949 las de la edición clandestina del Canto General de Pablo Neruda.
Junto a Delia Baraona viajó en 1950 a México, donde se casaron y Alfaro Siqueiros fue testigo del matrimonio. En este país realiza exposiciones en la Galería de Arte Mexicano y el Palacio de Bellas Artes. Al año siguiente partió a Berlín con ocasión del Festival Mundial de la Juventud y los Estudiantes y preparó la sección latinoamericana de la Internationale Kunstausstellung en la Academia de las Artes; también en 1951 nació su única hija, Paz. En 1959 ganó la Medalla de Oro en la exposición de International Graphic Arts Competition Freedom of the World, Leipzig. Viajó a Viena, Austria, para participar en el Congreso Mundial de los Partidarios por la Paz, junto con Jorge Amado y Pablo Neruda, donde surge una invitación para viajar a China. 
Este país marcó profundamente a Venturelli tanto culturalmente como políticamente. Se instaló en Pekín, donde compartió un taller colectivo de la Escuela de Bellas Artes; Qi Baishi, Li Keran, Fu Baoshi se convierten en sus amigos. El artista chileno intrujo el estudio del desnudo al natural en la Academia Central de Bellas Artes en Pekín, considerado algo innovador para la época. Se convirtió en una figura apreciada por China, tanto por su genio artístico como por su compromiso político. También hizo amistad con Zhou EnLai y llegó a conocer personalmente a Mao Tse Tung. Fue nombrado embajador latinoamericano y secretario general del Movimiento por la Paz para los países de Asia, África y del Pacífico.
Esta profunda vinculación con China lo lleva a gestionar una serie de intercambios culturales y políticos; fue uno de los fundadores del Instituto Chileno Chino de Cultura y se convirtió en uno de los agentes no estatales que establecieron los cimientos de las relaciones bilaterales entre ambos países. Además, gestionó la primera visita de una comitiva de cultura de Argentina a China y la primera exposición de muralistas mexicanos en el gigante asiático. También, creó el primer contacto entre periodistas chinos y Cuba. Desatada la pugna entre la Unión Soviética y China, Venturelli optó por esta última, lo que condujo a su marginación del Partido Comunista de Chile.Fue parte de los organizadores de la Conferencia de la Paz de las Regiones de Asia y Pacífico en 1952 que se celebró en Beijing. Invitó a representantes de América Latina a este evento considerados como uno de los más importantes fuera del bloque estadounidenses y soviético en los albores de la Guerra Fría y en medio de las tensiones nucleares.
Otro país fundamental para Venturelli fue Cuba. En 1960 llegó a La Habana para realizar dos murales: uno en homenaje a Camilo Cienfuegos, en el Ministerio de Salud, y otro en el salón Soberanía del Hotel Habana Libre. Allí participó en la creación del Taller Experimental de Gráfica en La Habana y colabora con el Consejo Nacional de la Cultura. En 1964, realizó una maqueta de un mural para el Ministerio de Industrias a pedido del comandante Ernesto Che Guevara con quien establece amistad; sin embargo no logra materializarlo ya que debe abandonar la isla. 

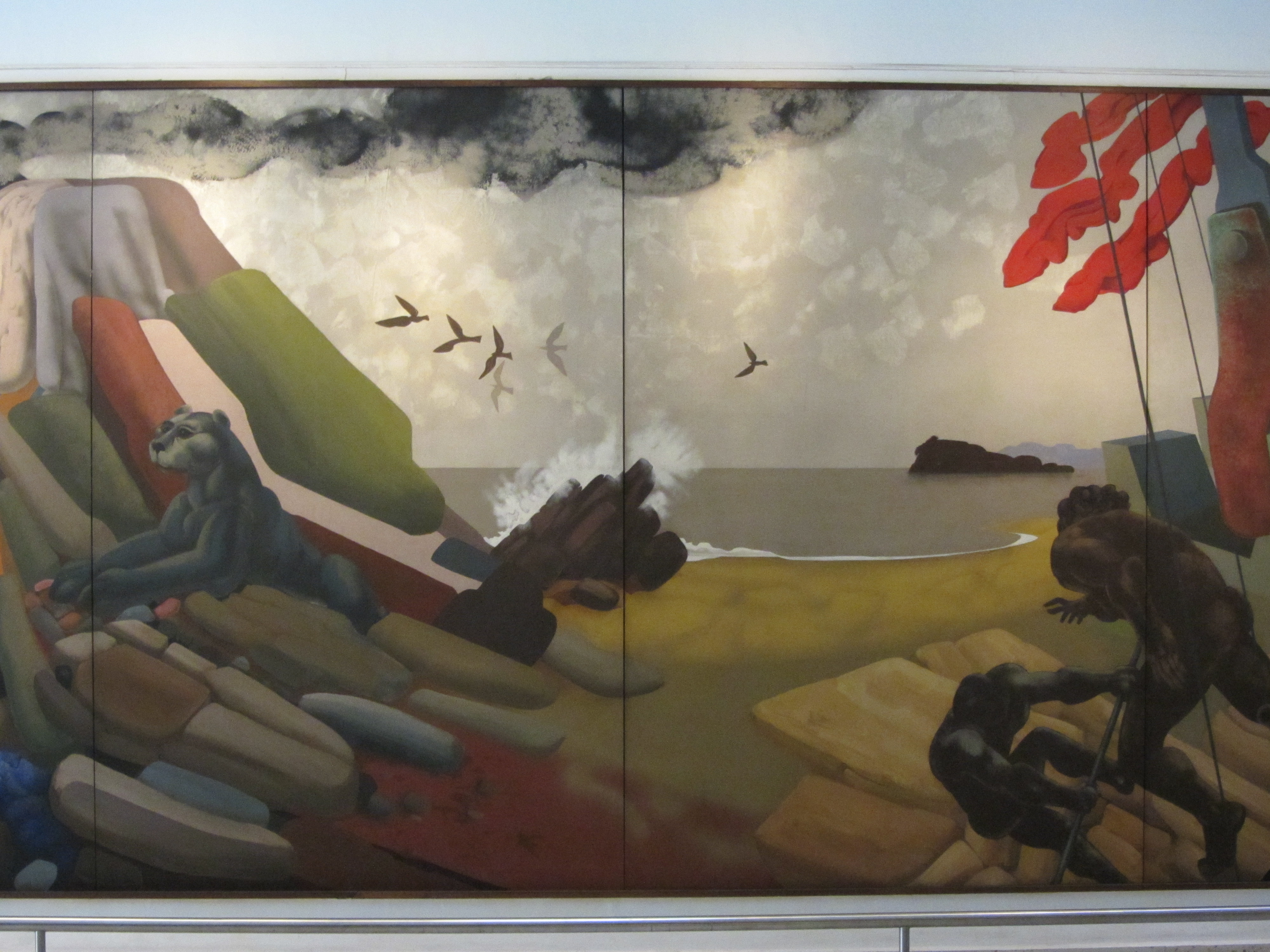
Detalle del mural Chile (1972)

Para el golpe militar de 1973 se ve forzado a abandonar Chile junto a su familia y exiliarse en Ginebra. En esta etapa de su producción se evidencia fuertemente el tema de la dictadura y la violación a los derechos humanos; en esa ciudad suiza dejó un mural en técnica de mosaico de 90 m² para L´École de Balexert y los vitrales para el templo de la Madeleine. El 5 de junio de 1988 su esposa Delia Baraona falleció y su salud se deterioró, por lo que viajó a Pekín para realizarse un tratamiento; sin embargo, murió en esa ciudad el 17 de septiembre de ese mismo año.
En Chile, realizó una serie de exposiciones (Universidad de Chile, Galería Patio, Galería de Arte Central entre otros), decorados para Ifigenia en Tauride de Goethe para el Teatro Experimental de la Universidad de Chile y para el Ballet Juventud. Entre sus obras más emblemáticas figuran el mural América, no invoco tu nombre en vano, que está en la librería dn la Casa Central de la Universidad de Chile (1950); el mural para INACAP en Renca Homenaje al trabajador (1970) y el mural Chile para UNCTAD III en 1972, obra que hoy está en el Centro Cultural Gabriela Mistral.

## Obra
- Mural en Alianza de Intelectuales, Santiago de Chile. 1942
- América, no invoco tu nombre en vano, mural, Librería Universitaria, Santiago, Chile, 1950
- Mural para Sede del Movimiento por La Paz y ayuda a Corea. Beijing, China, 1952
- Mural para Escuela Industrial Textil de Tomé. Tomé, Chile, 1961
- Mural para Salón Camilo Cienfuegos en Colegio Médico. La Habana, Cuba, 1962
- Mural para Salón de La Solidaridad, Hotel Habana Libre. La Habana, 1963
- Homenaje al trabajador, mural,  Instituto de Capacitación Profesional (Inacap), Sede Renca, Santiago, 1970
- Chile para UNCTAD III; actualmente en el Centro Cultural Gabriela Mistral (GAM); Santiago, 1972
- Mural de L'École de Balexert, Ginebra, Suiza. 1984
- Vitrales para el Temple de la Madeleine, Ginebra, Suiza. 1987
- Pinto en las murallas